# Mustapha Jarju
Mustapha Alasan „Toubabo“ Jarju (* 18. Juli 1986 in Banjul; vereinzelt auch Mustapha Jarjue geschrieben), genannt „Toubabo“, ist ein ehemaliger gambischer Fußballer auf der Position eines Mittelfeldspielers.

## Verein
Der Spieler wechselte 2006 aus seiner Heimat nach Belgien und spielt dort für die Vereine Lierse SK und RAEC Mons. Von letzterem wurde er 2011 leihweise an die Vancouver Whitecaps in die Major League Soccer abgegeben. Bis zu seinem Wechsel im Sommer 2014 absolvierte Jarju 167 Ligaspiele (50 Tore) für Mons. Dann ging er für ein Jahr zum Zweitligisten Hatta Club in die Vereinigten Arabischen Emirate. Anschließend folgten sechs Monate bei Irtysch Pawlodar in Kasachstan, wo er jedoch nicht zum Einsatz kam. Zuletzt stand er von 2016 bis 2017 beim belgischen Drittligisten KSK Hasselt unter Vertrag.

## Nationalmannschaft
Für die A-Nationalmannschaft Gambias bestritt er zwischen 2006 und 2013 insgesamt 26 Partien und erzielte dabei fünf Treffer.